# Cosroes Vanúnio
Cosroes (em grego: Χοσρόης; romaniz.: Chrosróes; em latim: Chosroes; em armênio: Խոսրով; romaniz.: Χosrov; em parta: 𐭇𐭅𐭎𐭓𐭅; romaniz.: Χusrow) foi um nobre armênio do século VI da família Vanúnio, ativo no reinado do xainxá Cosroes II (r. 590–628).

## Nome
Osroes (em grego: Οσρόης, Osróes) ou Cosroes (Χοσρόης, Chosróes) é a variante grega e latina do parta e persa médio Cusrou (𐭇𐭅𐭎𐭓𐭅, Xusrōw) ou Cusrau (Xusraw), que por sua vez deriva do avéstico Haosrauuah ("aquele que tem boa fama"). Foi registrado como Cosrove (Խոսրով, Xosrov) em armênio, Quisra (كسرى, Kisra) em árabe e Cosrove (خسرو, Ḫosrow) em persa novo.

## Contexto
Em 591, o imperador Maurício (r. 582–602) aceitou ajudar Cosroes II (r. 590–628) a reaver seu trono que havia sido usurpado por Vararanes VI (r. 590–591). Com a subsequente vitória dos aliados na guerra civil que se seguiu, Cosroes foi reconduzido ao trono e concordou em finalizar a guerra em curso entre o Império Sassânida e o Império Bizantino iniciada em 572. Como consequência da paz, grande parte da Armênia sassânida e da Ibéria Ocidental foram cedidas aos bizantinos e Maurício suspendeu o tributo que anteriormente era pago aos sassânidas.

## Vida

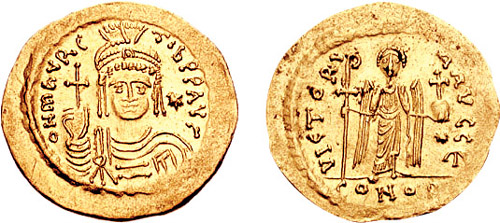
Soldo de Maurício r.

Cosroes era membro da família principesca dos Vanúnios, que há época detinha um domínio em Airarate. Em 595/6, muitos nobres armênios estavam descontentes com o domínio bizantino e pretendiam rebelar-se. Cosroes II enviou o hamaracar (oficial fiscal) da Vaspuracânia com grande quantidade de tesouros carregados em camelos com o intuito de comprar a lealdade dos nobres. Samuel Vanúnio e seus companheiros Atato, Mamaque Mamicônio, Estêvão Siuni, Cotite Amatúnio e Teodoro Atrepatuni, seguidos por dois mil cavaleiros, encontraram o oficial na fronteira com o Azerbaijão, onde capturaram o tesouro, mas pouparam sua vida. Com os recursos que conquistaram, pretendiam contratar o apoio das tribos hunas ao norte do Cáucaso para assegurarem sua independência de bizantinos e sassânidas, mas ao alcançarem Naquichevão, desentenderam-se, dividiram o tesouro e acamparam no pântano de Chauque. Quando Cosroes soube do ocorrido, ordenou que uma carta fosse enviada a Maurício solicitando um exército para confrontá-los. Maurício respondeu enviando o general Heráclio, o Velho, que estava estacionado na Armênia, para encontrar as tropas sassânidas em Naquichevão. Os líderes dos rebeldes, exceto Atato e Samuel, optaram por se submeter aos sassânidas, sob promessas de salvo-conduto garantidas pelo hamaracar da Vaspuracânia. Cosroes convocou por carta todos os nobres que submeteram-se ao hamaracar e os instalou com suas tropas em Ispaã. Pouco tempo depois, Cosroes morreu na corte sassânida de causas naturais.